# 森地夏美
森地 夏美 (もりち なつみ)は、日本の脚本家。2022年7月6日より日本脚本家連盟所属。

## 参加作品

### アニメ
- デジモンアドベンチャー:（2020年4月 - 2021年9月、全67話中3話執筆）
- もっと!まじめにふまじめ かいけつゾロリ
  - 第2シリーズ（2021年4月 - 10月、全25話中1話執筆）
  - 第3シリーズ（2022年4月 - 9月、全25話中3話執筆）
- デジモンゴーストゲーム（2021年10月 - 2023年3月、全67話中13話執筆）
- ニンジャラ（2022年1月 - 、現在7本執筆）
- MIX MEISEI STORY 2ND SEASON ～二度目の夏、空の向こうへ～（2023年4月 - 9月、全24話中6話執筆）
- 逃走中 グレートミッション（2023年4月 - 、現在10話執筆）
- キャプテン翼 シーズン2 ジュニアユース編（2023年10月 - 2024年6月、全39話中7話執筆）
- BEYBLADE X（2023年10月 - 、現在10話執筆）
- 戦隊レッド 異世界で冒険者になる (2025年1月 - 3月、全12話中5話執筆)

### 特撮
- 爆上戦隊ブンブンジャー（2024年3月 - 2025年2月、全48話中6話執筆）
- 爆上戦隊ブンブンジャー formation lap 始末屋 オブ ギャラクシー（2025年[1]）